# Merelbeke

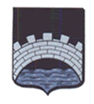
Merelbekes vapen

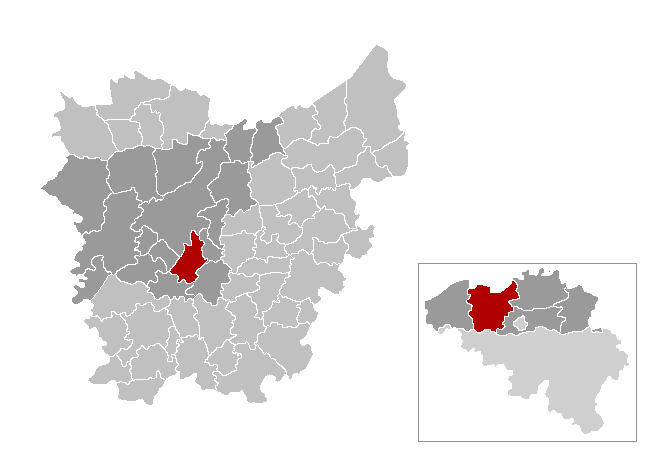
Merelbekes läge inom provinsen Östflandern

Merelbeke är en kommun i provinsen Östflandern i regionen Flandern i Belgien. Merelbeke hade 22 705 invånare per 1 januari 2008.